# Mannschaftskader der österreichischen 1. Bundesliga im Schach 2014/15 (Frauen)
Die Liste der Mannschaftskader der österreichischen 1. Bundesliga im Schach 2014/15 (Frauen) enthält alle Spielerinnen, die für die österreichische Schachbundesliga der Frauen 2014/15 gemeldet wurden mit ihren Einzelergebnissen.

## Allgemeines
Grundsätzlich durften die beteiligten Vereine beliebig viele Spielerinnen melden, allerdings nur Österreicherinnen. Nicht alle gemeldeten Spielerinnen kamen auch zum Einsatz. Während die Spielgemeinschaft Feldbach-Kirchberg mit zwei eingesetzten Spielerinnen auskam (allerdings auch eine Partie kampflos abgab), spielten beim SK Dornbirn und bei der Spielgemeinschaft Mayrhofen/SK Zell/Zillertal je fünf Spielerinnen mindestens eine Partie. Insgesamt kamen 49 Spielerinnen zum Einsatz, von denen zwei alle 9 Runden spielten; zudem spielte eine Spielerin der ersten Mannschaft der SG Steyr alle acht Wettkämpfe ihrer Mannschaft (in der 8. Runde hatte diese ein Freilos) sowie eine Spielerin des JSV Mühlviertel alle sechs Wettkämpfe, zu denen ihre Mannschaft antrat.
Punktbeste Spielerinnen mit je 5,5 Punkten waren Anna-Christina Kopinits (Wulkaprodersdorf), Eva Wunderl (Schach ohne Grenzen), Laura Tarmestin (St. Veit) und Reka Horvath (Feldbach-Kirchberg), wobei Kopinits und Wunderl je 6 Partien spielten, Tarmestin und Horvath je 9. Eva Unger (Pamhagen) gewann bei ihrem einzigen Einsatz kampflos und erreichte damit als einzige Spielerin 100 %.

## Legende
Die nachstehenden Tabellen enthalten folgende Informationen:
- Nr.: Ranglistennummer
- Titel: FIDE-Titel zu Saisonbeginn (Eloliste vom Oktober 2014); IM = Internationaler Meister, WGM = Großmeister der Frauen, WIM = Internationaler Meister der Frauen, WFM = FIDE-Meister der Frauen, WCM = Candidate Master der Frauen
- Elo: (FIDE-)Elo-Zahl zu Saisonbeginn (Eloliste vom Oktober 2014); wenn diese Zahl eingeklammert ist, so handelt es sich nicht um eine FIDE-Elo, sondern um eine österreichische Elozahl
- Nation: Nationalität gemäß Eloliste vom Oktober 2014
- G: Anzahl Gewinnpartien (kampflose Siege werden in den Einzelbilanzen berücksichtigt)
- R: Anzahl Remispartien
- V: Anzahl Verlustpartien (kampflose Niederlagen werden in den Einzelbilanzen nicht berücksichtigt)
- Pkt.: Anzahl der erreichten Punkte
- Partien: Anzahl der gespielten Partien
- Elo-Performance: Turnierleistung der Spielerinnen mit mindestens fünf Partien
- grau hinterlegte Spielerinnen kamen nicht zum Einsatz

## SK Dornbirn
| Nr. | Titel | Name            | Elo    | Nation     | G | R | V | Pkt. | Partien | Elo- Perf. |
| --- | ----- | --------------- | ------ | ---------- | - | - | - | ---- | ------- | ---------- |
| 1   | WFM   | Julia Novkovic  | 2120   | Österreich | 4 | 1 | 1 | 4,5  | 6       | 2161       |
| 2   | WIM   | Helene Mira     | 2056   | Österreich | 3 | 1 | 1 | 3,5  | 5       | 2102       |
| 3   |       | Annika Fröwis   | 2050   | Österreich | 4 | 1 | 0 | 4,5  | 5       | 2116       |
| 4   |       | Martha Pilsan   | 1509   | Österreich | 0 | 0 | 0 | 0    | 0       |            |
| 5   |       | Aydan Bas       | 1500   | Österreich | 0 | 0 | 0 | 0    | 0       |            |
| 6   |       | Alexa Nussbauer | (1246) | Österreich | 0 | 0 | 1 | 0    | 1       |            |
| 7   |       | Matea Martic    | (1188) | Österreich | 0 | 0 | 1 | 0    | 1       |            |
| 8   |       | Sylvia Karner   |        | Österreich | 0 | 0 | 0 | 0    | 0       |            |

## ASVÖ Wulkaprodersdorf
| Nr. | Titel | Name                    | Elo  | Nation     | G | R | V | Pkt. | Partien | Elo- Perf. |
| --- | ----- | ----------------------- | ---- | ---------- | - | - | - | ---- | ------- | ---------- |
| 1   | WIM   | Anna-Christina Kopinits | 2222 | Österreich | 5 | 1 | 0 | 5,5  | 6       | 2428       |
| 2   | WFM   | Veronika Exler          | 2189 | Österreich | 4 | 0 | 2 | 4    | 6       | 2011       |
| 3   | WFM   | Katharina Newrkla       | 2136 | Österreich | 2 | 1 | 0 | 2,5  | 3       |            |
| 4   |       | Evelyn Rampler          | 1877 | Österreich | 1 | 0 | 2 | 1    | 3       |            |

## ASVÖ Pamhagen
| Nr. | Titel | Name                    | Elo    | Nation     | G | R | V | Pkt. | Partien | Elo- Perf. |
| --- | ----- | ----------------------- | ------ | ---------- | - | - | - | ---- | ------- | ---------- |
| 1   | WFM   | Barbara Teuschler       | 2193   | Österreich | 3 | 0 | 1 | 3    | 4       |            |
| 2   |       | Elisabeth Hapala        | 2077   | Österreich | 3 | 2 | 3 | 4    | 8       | 1934       |
| 3   | WFM   | Maria Horvath           | 2017   | Österreich | 2 | 1 | 2 | 2,5  | 5       | 1786       |
| 4   |       | Eva Unger               | 1768   | Österreich | 1 | 0 | 0 | 1    | 1       |            |
| 5   |       | Elisabeth Fleischhacker | (1452) | Österreich | 0 | 0 | 0 | 0    | 0       |            |
| 6   |       | Isabella Gazos          | (1312) | Österreich | 0 | 0 | 0 | 0    | 0       |            |
| 7   |       | Claudia Kierein         | (1188) | Österreich | 0 | 0 | 0 | 0    | 0       |            |
| 8   |       | Anna Fleischhacker      |        | Österreich | 0 | 0 | 0 | 0    | 0       |            |

## SV Schachamazonen
| Nr. | Titel | Name               | Elo  | Nation     | G | R | V | Pkt. | Partien | Elo- Perf. |
| --- | ----- | ------------------ | ---- | ---------- | - | - | - | ---- | ------- | ---------- |
| 1   | IM    | Eva Moser          | 2440 | Österreich | 0 | 0 | 0 | 0    | 0       |            |
| 2   |       | Eliza Truszkiewicz | 1914 | Österreich | 3 | 3 | 2 | 4,5  | 8       | 2031       |
| 3   |       | Laura Hiebler      | 1938 | Österreich | 3 | 2 | 1 | 3,5  | 6       | 2084       |
| 4   |       | Andrea Schmidbauer | 1883 | Österreich | 2 | 0 | 2 | 2    | 4       |            |
| 5   |       | Mina Monadjem      | 1671 | Österreich | 0 | 0 | 0 | 0    | 0       |            |

## Schach ohne Grenzen
| Nr. | Titel | Name                  | Elo  | Nation     | G | R | V | Pkt. | Partien | Elo- Perf. |
| --- | ----- | --------------------- | ---- | ---------- | - | - | - | ---- | ------- | ---------- |
| 1   |       | Christin Anker        | 1860 | Österreich | 2 | 0 | 5 | 2    | 7       | 1706       |
| 2   |       | Eva Wunderl           | 1851 | Österreich | 5 | 1 | 0 | 5,5  | 6       | 2023       |
| 3   |       | Marie-Christine Bauer | 1876 | Österreich | 0 | 1 | 1 | 0,5  | 2       |            |
| 4   |       | Chiara Polterauer     | 1903 | Österreich | 2 | 0 | 1 | 2    | 3       |            |
| 5   |       | Ina Anker             |      | Österreich | 0 | 0 | 0 | 0    | 0       |            |

## Spielgemeinschaft Feldbach-Kirchberg
| Nr. | Titel | Name                    | Elo    | Nation     | G | R | V | Pkt. | Partien | Elo- Perf. |
| --- | ----- | ----------------------- | ------ | ---------- | - | - | - | ---- | ------- | ---------- |
| 1   |       | Reka Horvath            | 1989   | Österreich | 5 | 1 | 3 | 5,5  | 9       | 1959       |
| 2   |       | Jasmin-Denise Schloffer | 1823   | Österreich | 0 | 0 | 0 | 0    | 0       |            |
| 3   |       | Sandra Wilfling         | 1817   | Österreich | 4 | 1 | 3 | 4,5  | 8       | 1726       |
| 4   |       | Sara Felberbauer        | (1239) | Österreich | 0 | 0 | 0 | 0    | 0       |            |

## SC Pinggau Friedberg
| Nr. | Titel | Name              | Elo  | Nation     | G | R | V | Pkt. | Partien | Elo- Perf. |
| --- | ----- | ----------------- | ---- | ---------- | - | - | - | ---- | ------- | ---------- |
| 1   |       | Margot Landl      | 1811 | Österreich | 4 | 1 | 1 | 4,5  | 6       | 2250       |
| 2   |       | Rebecca Fritz     | 1729 | Österreich | 2 | 0 | 4 | 2    | 6       | 1610       |
| 3   |       | Magdalena Steiner | 1653 | Österreich | 2 | 1 | 3 | 2,5  | 6       | 1756       |

## SV Extraherb WS
| Nr. | Titel | Name                  | Elo    | Nation     | G | R | V | Pkt. | Partien | Elo- Perf. |
| --- | ----- | --------------------- | ------ | ---------- | - | - | - | ---- | ------- | ---------- |
| 1   |       | Andrea Zechner        | 1900   | Österreich | 2 | 2 | 1 | 3    | 5       | 1936       |
| 2   |       | Melanie Mattersberger | 1721   | Österreich | 1 | 0 | 3 | 1    | 4       |            |
| 3   |       | Verena Tschida        | 1680   | Österreich | 1 | 4 | 2 | 3    | 7       | 1676       |
| 4   |       | Kathrin Korp          | (1775) | Österreich | 0 | 0 | 0 | 0    | 0       |            |

## SG Steyr II. Mannschaft
| Nr. | Titel | Name                         | Elo  | Nation     | G | R | V | Pkt. | Partien | Elo- Perf. |
| --- | ----- | ---------------------------- | ---- | ---------- | - | - | - | ---- | ------- | ---------- |
| 1   |       | Elisabeth Saler-Grafenberger | 1954 | Österreich | 0 | 1 | 4 | 0,5  | 5       | 1683       |
| 2   |       | Christa Hackbarth            | 1874 | Österreich | 3 | 3 | 1 | 4,5  | 7       | 1917       |
| 3   |       | Julia Bernhard               | 1734 | Österreich | 2 | 3 | 1 | 3,5  | 6       | 1890       |

## Mayrhofen/SK Zell/Zillertal
| Nr. | Titel | Name                | Elo    | Nation     | G | R | V | Pkt. | Partien | Elo- Perf. |
| --- | ----- | ------------------- | ------ | ---------- | - | - | - | ---- | ------- | ---------- |
| 1   | WCM   | Anna-Lena Schnegg   | 2054   | Österreich | 2 | 2 | 2 | 3    | 6       | 1966       |
| 2   |       | Karin Schnegg       | 2067   | Österreich | 0 | 0 | 0 | 0    | 0       |            |
| 3   |       | Wu Min              | 1845   | Österreich | 1 | 2 | 1 | 2    | 4       |            |
| 4   |       | Nikola Mayrhuber    | 1736   | Österreich | 1 | 2 | 1 | 2    | 4       |            |
| 5   |       | Vanessa Röck        | 1628   | Österreich | 0 | 2 | 0 | 1    | 2       |            |
| 6   |       | Isabella Eichhorner | (1233) | Österreich | 0 | 0 | 2 | 0    | 2       |            |

## SV Autohof St. Veit an der Glan
| Nr. | Titel | Name                   | Elo    | Nation     | G | R | V | Pkt. | Partien | Elo- Perf. |
| --- | ----- | ---------------------- | ------ | ---------- | - | - | - | ---- | ------- | ---------- |
| 1   |       | Margit Hennings        | 1951   | Österreich | 0 | 0 | 0 | 0    | 0       |            |
| 2   |       | Laura Tarmastin        | 1834   | Österreich | 4 | 3 | 2 | 5,5  | 9       | 1959       |
| 3   |       | Hannah Sommer          | 1765   | Österreich | 0 | 0 | 0 | 0    | 0       |            |
| 4   |       | Maria Krassnitzer      | 1601   | Österreich | 2 | 1 | 5 | 2,5  | 8       | 1606       |
| 5   |       | Helga Stangl           | (1598) | Österreich | 0 | 1 | 0 | 0,5  | 1       |            |
| 6   |       | Vanessa di Vora        | (1168) | Österreich | 0 | 0 | 0 | 0    | 0       |            |
| 7   |       | Chiara Marika Mostoegl | (1163) | Österreich | 0 | 0 | 0 | 0    | 0       |            |

## SG SteyrI. Mannschaft
| Nr. | Titel | Name             | Elo    | Nation     | G | R | V | Pkt. | Partien | Elo- Perf. |
| --- | ----- | ---------------- | ------ | ---------- | - | - | - | ---- | ------- | ---------- |
| 1   |       | Monika Molnar    | 1943   | Österreich | 1 | 0 | 5 | 1    | 6       | 1620       |
| 2   |       | Laura Nagy       | 1903   | Österreich | 3 | 2 | 3 | 4    | 8       | 1673       |
| 3   |       | Andrea Nagy      | 1605   | Österreich | 0 | 0 | 0 | 0    | 0       |            |
| 4   |       | Martina Amritzer | (1288) | Österreich | 0 | 1 | 1 | 0,5  | 2       |            |

## SK Advisory Invest Baden
| Nr. | Titel | Name               | Elo  | Nation     | G | R | V | Pkt. | Partien | Elo- Perf. |
| --- | ----- | ------------------ | ---- | ---------- | - | - | - | ---- | ------- | ---------- |
| 1   |       | Denise Trippold    | 1901 | Österreich | 3 | 3 | 1 | 4,5  | 7       | 1989       |
| 2   |       | Vanessa Stallinger | 1574 | Österreich | 0 | 1 | 3 | 0,5  | 4       |            |
| 3   |       | Lisa Berger        | 1571 | Österreich | 0 | 1 | 1 | 0,5  | 2       |            |
| 4   |       | Sophie Panzenböck  | 1458 | Österreich | 0 | 2 | 3 | 1    | 5       | 1462       |

## JSV Mühlviertel
| Nr. | Titel | Name               | Elo    | Nation     | G | R | V | Pkt. | Partien | Elo- Perf. |
| --- | ----- | ------------------ | ------ | ---------- | - | - | - | ---- | ------- | ---------- |
| 1   |       | Judith Buchner     | (1714) | Österreich | 0 | 0 | 0 | 0    | 0       |            |
| 2   |       | Melanie Lasinger   | 1502   | Österreich | 0 | 0 | 3 | 0    | 3       |            |
| 3   |       | Verena Trenkwalder | 1363   | Österreich | 0 | 0 | 0 | 0    | 0       |            |
| 4   |       | Lotte Stockhammer  | (1195) | Österreich | 0 | 3 | 3 | 1,5  | 6       | 1499       |
| 5   |       | Katharina Riegler  | (1310) | Österreich | 1 | 0 | 2 | 1    | 3       |            |